# Metathorax
De metathorax is het achterste deel van het borststuk (thorax) van een insect.
Het is gelegen achter de mesothorax (in het midden) en de prothorax (vooraan). De metathorax draagt het achterste potenpaar.
Het gedeelte van het exoskelet, gelegen aan de rugzijde van de metathorax, heet het metanotum (dorsaal) en aan de buikzijde heet het metasternum (ventraal).